# Leucothyreus stibentes
Leucothyreus stibentes är en skalbaggsart som beskrevs av Ohaus 1924. Leucothyreus stibentes ingår i släktet Leucothyreus och familjen Rutelidae. Inga underarter finns listade i Catalogue of Life.